# مهری مهرنیا
مهری مهرنیا با نام اصلی فاطمه مرموزیان (۹ آبان ۱۲۹۶  – ۳۰ بهمن ۱۳۸۷) بازیگر سینما، تئاتر و تلویزیون بود.

## زندگی‌نامه
مهری مهرنیا در آلاشت شهرستان سوادکوه به دنیا آمد. تاریخ تولد او در شناسنامه‌اش ۱۲۹۶ ثبت شده بود، اما خودش در گفتگویی با ماهنامهٔ سینمایی فیلم در سال ۱۳۶۷ ضمن اشاره به این موضوع گفت که ۵۷ سال سن دارد که بدین ترتیب تاریخ تولد واقعی‌اش می‌بایست ۱۳۱۰ باشد. او در ۱۳۲۶ در جامعه باربد مشغول تحصیل شد. او فعالیت در تئاتر را از سال ۱۳۲۷ آغاز کرد و در ۱۳۳۹ با فیلم بچه‌ننه وارد دنیای سینما شد. مهرنیا در حدود نیم قرن فعالیت هنری در بیش از ۴۰ فیلم سینمایی نقش‌آفرینی کرد.
«خشت و آینه» ۱۳۴۴، «آرامش در حضور دیگران» ۱۳۵۱، «شازده احتجاب» ۱۳۵۳، «هیولای درون» ۱۳۶۲، «تنوره دیو» ۱۳۶۴، «اتوبوس» ۱۳۶۴، «جهیزیه‌ای برای رباب» ۱۳۶۶ و «روسری آبی» ۱۳۷۳ از جمله فیلم‌های مطرح مهری مهرنیا است.
آخرین کار سینمایی وی، ایفای نقشی کوتاه در فیلم همیشه پای یک زن در میان است ساخته کمال تبریزی بود.

## سال‌های پایانی
مهری مهرنیا اواخر عمرش را در آسایشگاه معلولین و سالمندان کهریزک گذراند. او از اینکه هیچ‌یک از بازیگران و مسؤولین سراغی از او نمی‌گیرند، گله‌مند بود و در مصاحبه‌ای با خبرگزاری ایسنا در آستانه روز مادر در سال ۱۳۸۶ اظهار داشت: 
 «تا سر پایی و می‌توانی کاری انجام بدهی، همه مریدت هستند و همه تو را می‌خواهند، اما وقتی از دست و پا افتادی، دیگر هیچ‌کس نگاهت هم نمی‌کند.»

## درگذشت
مهری مهرنیا، صبح روز چهارشنبه ۳۰ بهمن ۱۳۸۷ در سن ۹۱ سالگی در بیمارستان باهر تهران، بر اثر کهولت سن درگذشت.

## فیلم‌شناسی

### سینمایی

مهری مهرنیا در نمایش موزیکال کنیز دمشق

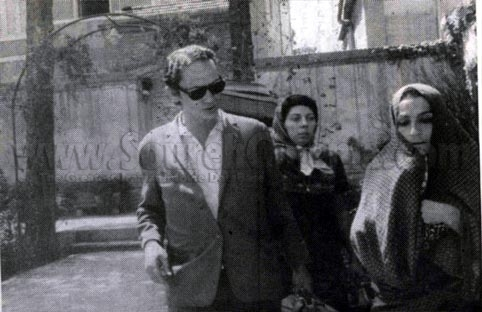
مهری مهرنیا (راست) - ثریا قاسمی (وسط) - اکبر مشکین (چپ) در فیلم آرامش در حضور دیگران

1. همیشه پای یک زن در میان است (۱۳۸۶)
2. تله روباه (۱۳۸۵)
3. ازدواج به سبک ایرانی (۱۳۸۳)
4. آن سوی آینه (۱۳۷۶)
5. سرحد (۱۳۷۵)
6. تنگنا (۱۳۷۴)
7. سکوت کوهستان (۱۳۷۴)
8. روسری‌آبی (۱۳۷۳)
9. کلاه‌قرمزی و پسرخاله (۱۳۷۳)
10. دمرل (۱۳۷۲)
11. من زمین را دوست دارم (۱۳۷۲)
12. چهارشنبه عزیز (۱۳۷۱)
13. دیدار در استانبول (۱۳۷۰)
14. راه و بیراه (۱۳۷۰)
15. مسافران دره انار (۱۳۷۰)
16. نقش عشق (۱۳۶۹)
17. زمان ازدست‌رفته (۱۳۶۸)
18. گل سرخ (۱۳۶۸)
19. روز باشکوه (۱۳۶۷)
20. گل (۱۳۶۷)
21. جهیزیه‌ای برای رباب (۱۳۶۶)
22. خارج از محدوده (۱۳۶۶)
23. شکوه زندگی (۱۳۶۶)
24. مسافران مهتاب (۱۳۶۶)
25. حریم مهرورزی (۱۳۶۵)
26. دزد و نویسنده (۱۳۶۵)
27. هشت و نیم شب (۱۳۶۵)
28. اتوبوس (۱۳۶۴)
29. تنوره دیو (۱۳۶۴)
30. زیر باران (۱۳۶۳)
31. مشت (۱۳۶۳)
32. هیولای درون (۱۳۶۲)
33. چوپانان کویر (۱۳۵۹)
34. سایه‌های بلند باد (۱۳۵۷)
35. شازده احتجاب (۱۳۵۳)
36. علی کنکوری (۱۳۵۲)
37. بی‌تا (۱۳۵۱)
38. رضا هفت‌خط (۱۳۵۱)
39. ساعت فاجعه (۱۳۵۱)
40. مرد اجاره‌ای (۱۳۵۱)
41. سه‌قاپ (۱۳۵۰)
42. رهایی[۴] (۱۳۵۰)
43. آرامش در حضور دیگران (۱۳۴۹)
44. سکه شانس[۴] (۱۳۴۹)
45. بهرام شیردل (۱۳۴۷)
46. پروفسور نخاله (۱۳۴۵)
47. آقا موچول (۱۳۴۵)
48. خشت و آینه (۱۳۴۴)
49. شانس بزرگ (۱۳۴۴)
50. ترانه‌های روستائی (۱۳۴۳)
51. چهار تا شیطون (۱۳۴۳)
52. دختر ولگرد (۱۳۴۳)
53. عروس فرنگی (۱۳۴۳)
54. جدال به خاطر عشق (۱۳۴۲)
55. مسافری از بهشت (۱۳۴۲)
56. بچه‌ننه (۱۳۳۹)

### مجموعه تلویزیونی
| سال       | نام                         | سمت          | کارگردان                  | توضیحات |
| --------- | --------------------------- | ------------ | ------------------------- | --- |
| ۱۳۸۱      | مهمان‌پذیر طوبی              | بازیگر       | منوچهر پوراحمد            | در نوروز ۱۳۸۳ از شبکه ۱ پخش شد.                                                                                         |
| ۱۳۸۱      | توپ گرد                     | بازیگر       | بهروز بقایی               | برنامه کودک و نوجوان شبکه ۱                                                                                             |
| ۱۳۷۷–۱۳۸۱ | تفنگ سرپر                   | بازیگر       | امرالله احمدجو            | |
| ۱۳۸۰      | ماجرای سرابی                | بازیگر       | اسماعیل میهن‌دوست          | |
| ۱۳۸۰      | زیر آسمان شهر - سری دوم     | بازیگر مهمان | مهران غفوریان             | شبکه ۳ |
| ۱۳۷۹      | معجزه ازدواج                | بازیگر       | علیرضا خمسه               | شبکه ۲ |
| ۱۳۷۸      | کوی دامون                   | بازیگر       | عباس رنجبر                | شبکه ۱ |
| ۱۳۷۸      | پرتوهای نور                 | بازیگر       | سیدمحسن یوسفی             | |
| ۱۳۷۷      | تله‌فیلم «مهر و آذر»         | بازیگر       | جواد کراچی                | |
| ۱۳۷۶–۱۳۷۷ | فردا دیر است                | بازیگر مهمان | حسن فتحی                  | شبکه ۳ |
| ۱۳۷۵      | گلستان                      | بازیگر       | محمدتقی رنجبر             | شبکه ۱ |
| ۱۳۷۵      | ماجراهای خانه شماره ۱۳      | بازیگر       | اسماعیل میهن‌دوست          | در برنامه «سیمای خانواده» از شبکه ۱ پخش می‌شد.                                                                           |
| ۱۳۷۵      | فروشگاه                     | بازیگر       | احمد بهبهانی              | شبکه ۳ |
| ۱۳۷۵      | دنیای شیرین                 | بازیگر       | بهروز بقایی               | از برنامه کودک و نوجوان شبکه ۱ پخش می‌شد.                                                                                |
| ۱۳۷۵      | مدرسه مادربزرگ‌ها            | بازیگر       | غلامرضا رمضانی            | شبکه تهران |
| ۱۳۷۴–۱۳۷۵ | وکلای جوان                  | بازیگر مهمان | بهرام کاظمی               | |
| ۱۳۷۴      | بی‌بی‌یون                     | بازیگر       | حسین پناهی                | شبکه ۱ |
| ۱۳۷۴      | علی‌آقا ۱۲۱                  | بازیگر مهمان | محمد صالح‌علا              | شبکه ۲ |
| ۱۳۷۴      | زائر غریب                   | بازیگر       | اکبر صادقی                | نویسنده: «بهمن زرین‌پور»                                                                                                 |
| ۱۳۷۴      | «قصه شب سیما»               | بازیگر       | مسعود فروتن               | بازی در اپیزود «تعقیب» - شبکه ۱                                                                                         |
| ۱۳۷۳      | دوستان خوب                  | بازیگر       | فریدون حسن‌پور             | برنامه کودک و نوجوان شبکه ۲                                                                                             |
| ۱۳۷۳      | اشتباه در اشتباه            | بازیگر       | جواد انصافی               | |
| ۱۳۷۳      | شال و انگشتر                | بازیگر       | عبدالرضا اکبری            | از برنامه «سیمای خانواده» شبکه ۱ پخش می‌شد.                                                                              |
| ۱۳۷۳      | عاطفه                       | بازیگر       | حسن فتحی                  | کارگردان تلویزیونی: «محمود رضایی»                                                                                       |
| ۱۳۷۲      | سنگ و شیشه                  | بازیگر       | جمشید حیدری               | شبکه ۲ |
| ۱۳۷۲      | ضرب‌المثل‌ها                  | بازیگر       | شاپور قریب                | برنامه کودک و نوجوان شبکه ۲                                                                                             |
| ۱۳۷۲      | تله‌تئاتر «ملکه‌های فرانسه»   | بازیگر       | حسن فتحی                  | کارگردان تلویزیونی: «سیمین دولو» - شبکه ۲                                                                               |
| ۱۳۷۱      | دردسر                       | بازیگر       | مجید ماهیچی               | شبکه ۲ |
| ۱۳۷۰      | تله‌تئاتر «مدالی برای ویلی»  | بازیگر       | جاوید مهتدی               | شبکه ۲ کارگردان تلویزیونی: «شیرین جاهد» نویسنده: «ویلیام برَنچ»                                                          |
| ۱۳۷۰      | مش خیرالله صندوقچه اسرار    | بازیگر       | داریوش مؤدبیان حسین فردرو | بازی در اپیزود «شتر و پنبه دانه»                                                                                        |
| ۱۳۷۰      | روزهای برفی                 | بازیگر       | مجید جوانمرد              | در برنامه کودک و نوجوان شبکه ۲ پخش می‌شد.                                                                                |
| ۱۳۷۰      | قصه‌های زندگی                | بازیگر       | رضا کرم‌رضایی              | |
| ۱۳۷۰      | ماجرا                       | بازیگر       | سیاوش دولت‌سرایی           | |
| ۱۳۷۰      | گل پامچال                   | بازیگر       | محمدعلی طالبی             | شبکه ۱ |
| ۱۳۶۹–۱۳۷۰ | مسافران دره انار            | بازیگر       | یدالله نوعصری             | در ۶ قسمت ۵۰ دقیقه‌ای از شبکه ۲ پخش شد.                                                                                  |
| ۱۳۶۹      | عطر گل یاس                  | بازیگر       | بهمن زرین‌پور              | از شبکه ۱ پخش شد |
| ۱۳۶۹      | آرایشگاه زیبا               | بازیگر       | مرضیه برومند              | شبکه ۲ |
| ۱۳۶۷–۱۳۶۹ | رعنا                        | بازیگر       | داوود میرباقری            | شبکه ۱ |
| ۱۳۶۸      | راز                         | بازیگر       | قاسم سیف                  | شبکه ۱ |
| ۱۳۶۸      | ایستادن در باد              | بازیگر       | سیاوش دولت‌سرایی           | شبکه ۲ |
| ۱۳۶۸      | تله‌فیلم «یاقوت آبی»         | بازیگر       | بهمن زرین‌پور              | به سفارش کمیتهٔ انقلاب اسلامی                                                                                            |
| ۱۳۶۷      | بوی خوش آشنایی              | بازیگر       | سعید شریفیان              | کاری از گروه شاهد شبکهٔ ۱                                                                                                |
| ۱۳۶۷      | زندگی و جنگ                 | بازیگر       | احمد نجیب‌زاده             | نویسنده: «احمد بهبهانی»                                                                                                 |
| ۱۳۶۶      | تله‌تئاتر «عزیز گلاب خانم»   | بازیگر       | رسول نجفیان               | کارگردان تلویزیونی: «شیرین جاهد»                                                                                        |
| ۱۳۶۳–۱۳۶۶ | کوچک جنگلی                  | بازیگر       | بهروز افخمی               | |
| ۱۳۶۵      | تله‌تئاتر «کابوس خسرو پرویز» | بازیگر       | هوشنگ توکلی               | شبکه ۱ |
| ۱۳۶۳      | تله‌فیلم «مادر»              | بازیگر       | فتحعلی اویسی              | شبکه ۱ / نویسنده: نادر ابراهیمی                                                                                         |
| ۱۳۶۲      | تله‌فیلم «بادیه‌های شیر»      | بازیگر       | محمد آفریده               | شبکه ۲ |
| ۱۳۵۷      | عشق پیری                    | بازیگر       | جلال احساس                | کارگردان تلویزیونی: «فرانک دولتشاهی»                                                                                    |
| ۱۳۵۶      | طلاق                        | بازیگر       | مسعود اسداللهی            | |
| ۱۳۵۴      | آتش بدون دود                | بازیگر       | نادر ابراهیمی             | |
| ۱۳۵۳      | سمک عیار                    | بازیگر       | محمدرضا اصلانی            | |
| ۱۳۵۲      | تله‌تئاتر «گلدان»            | بازیگر       | پرویز ظهوری               | نویسنده: «بهمن فرسی» |
| ۱۳۵۰      | حرف تو حرف                  | بازیگر       | حسن خیاط‌باشی              | |
| ۱۳۴۸      | پهلوانان                    | بازیگر       | سیروس افهمی               | کارگردان تلویزیونی: «شاهرخ ذوالریاستین» این سریال در میان مردم با نام شخصیت اصلی سریال، یعنی «پهلوان نایب» شناخته می‌شد. |

## جوایز و افتخارات
او سیمرغ بلورین بهترین بازیگر نقش دوم زن را برای بازی در فیلم «تنوره دیو» از چهارمین دوره جشنواره بین‌المللی فیلم فجر دریافت کرده بود. فیلم «تنوره دیو» به کارگردانی کیانوش عیاری در سال ۱۳۶۴ ساخته شد.